# Ulieș (gmina w okręgu Harghita)
Ulieș – gmina w Rumunii, w okręgu Harghita. Obejmuje miejscowości Daia, Iașu, Ighiu, Nicolești, Obrănești, Petecu, Ulieș i Vasileni. W 2011 roku liczyła 1193 mieszkańców.